# محارب الصحراء
محارب الصحراء (بالإنجليزية: Desert Warrior)‏ فيلم تاريخي ملحمي قادم، مستوحى من أحداث يوم ذي قار، من إخراج روبرت ويات كما قام كذلك بكتابة النص مع إريكا بيني. الفيلم من بطولة أنتوني ماكي، وعائشة هارت، وبن كينغسلي، وشارلتو كوبلي، وغسان مسعود، وسامي بوعجيلة، ولميس عمار، وجيزا روهريج. كما أنه من إنتاج استوديوهات مركز تلفزيون الشرق الأوسط بالتعاون مع شركتي "JB Pictures" و"AGC Studios" بميزانية تُقدّر بحوالي 140 مليون دولار، وقد تم تصوير الأحداث الرئيسية منه في نيوم وتبوك شمال غربي السعودية.

## القصة
تدور أحداث الفيلم في القرن السابع الميلادي، حين كانت شبه الجزيرة العربية تضم عدة قبائل بينها صراعات دائمة، في ذلك الوقت كان الشاه الساساني كسرى الثاني (بن كينغسلي) متسلطاً، وفي سياق الأحداث يطلب كسرى أن تكون هند بنت النعمان (عائشة هارت) إحدى محظيّاته؛ ولكنها ترفض ذلك الأمر الذي يتسبب بمعركة كبرى، حيث يقرّر الملك النعمان بن المنذر (غسان مسعود) الفرار مع ابنته هند إلى الصحراء بعيداً عن بطش كسرى وقواته التي يقودها جلابزين، والوثوق بقاطع طريق شاب (أنتوني ماكي)، وتحاول هند استنهاض القبائل العربية بالوقوف معاً في وجه جيش كسرى الذي يفوقهم في العدد والعُدَّة.

## البطولة
الفيلم يضم عدداً من الممثلين:
- بن كينغسلي، بدور كسرى.
- غسان مسعود، بدور النعمان.
- عائشة هارت، بدور هند.
- أنتوني ماكي
- شارلتو كوبلي
- نبيل الوهابي
- نعمان عكار
- سامي بوعجيلة
- جيزا روهريج
- سعيد بومزوغ
- لميس عمار
- رمزي فرج الله